# Port Deposit
Port Deposit – miasto w Stanach Zjednoczonych, w stanie Maryland, w hrabstwie Cecil.